# 趙貞吉
趙貞吉（1508年—1576年），字孟靜，號大洲，四川成都府內江縣桐梓壩人，明朝政治人物。官至文淵閣大學士。趙貞吉與楊慎、任瀚、熊過合稱為西蜀四大家

## 生平
南宋右丞相趙雄十世孫。幼时聰慧，六歲能讀經，嘉靖七年戊子科四川乡试第四名举人，十四年（1535年）乙未科会试第十九名，二甲第二名进士，初任庶吉士，授翰林院編修；王敏肃對他十分称赞。後任右春坊右中允，管司業事，嘉靖二十九年（1550年）陞任左春坊左諭德，兼河南道監察御史。之後因得罪嚴嵩，而被貶為貴州荔波縣典史，量移徽州通判，後歷任吏部文選司主事、郎中，光祿寺少卿、通政使司參議、右通政，光祿寺卿、戶部右侍郎，皆在南京。嘉靖四十年（1561年）始入為戶部右侍郎，又因得罪嚴嵩遭到罷職，隆慶改元，起用為吏部侍郎兼翰林院學士，掌詹事府事。上幸學，暫掌祭酒事，出為南京禮部尚書；召入兼翰林院學士，協管詹事府事，尋拜文淵閣大學士。
隆庆年间，以礼部尚书兼文渊阁大学士入阁，因與高拱不睦，遂辞官返家，在桂湖街讲学，与楊慎、任瀚、熊南沙合称“蜀中四大家”，著有《赵文肃公诗文集》。
萬曆四年（1576年）三月十五日卒，享年69歲，贈少保，諡文肅。

## 家族
曾祖趙伯州，壽官；祖趙文傑，知縣；父趙勣；母余氏。重慶下。兄謙吉；占吉；升吉；孚吉，弟蒙吉（貢士）；復吉；頤吉。

## 延伸阅读
[在维基数据编辑]
 在维基文库阅读此作者作品
 《國朝獻徵錄·卷之十七》，出自焦竑《國朝獻徵錄》
 《明史卷一百九十三》，出自《明史》